# ZAM-GPSS
ZAM-GPSS – język programowania opracowany w Instytucie Maszyn Matematycznych z Warszawy i zrealizowany dla komputerów ZAM-41 pracujących pod systemem operacyjnym stosowanym na tych komputerach: SO-141. Język przeznaczony był do symulowania procesów dyskretnych. Stanowił podzbiór i adaptację dla maszyn ZAM-41, jednej z implementacji języka GPSS – GPSS/360 opracowanego przez IBM dla systemu komputerowego IBM/360. 
Tworzenie programu w tym języku polega na definiowaniu pewnego modelu za pomocą boków opisujących czynności jednostkowe zachodzące w opisywanym modelu. Tak opracowany model tworzy pewien schemat blokowy z formalnego punktu widzenia stanowiący wzajemnie powiązanych operatorów arytmetycznych i logicznych reprezentujących określone właściwości modelu. W modelu takim wyróżnia się grupę wielkości elementarnych oraz pojęć abstrakcyjnych. W języku zdefiniowano 13 typów wielkości: bloki, zdania, urządzenia, magazyny, przełączniki logiczne, zmienne arytmetyczne, zmienne logiczne, funkcje arytmetyczne, funkcje logiczne, kolejki, tablice, pamięci, listy (zbiory). Z każdą wielkością związane są zbiory atrybutów arytmetycznych i logicznych opisujących właściwości i stan tych wielkości w funkcji czasu. Proces symulacji jest ciągiem wzajemnie powiązanych i oddziałujących na siebie zdarzeń. W wybranej chwili stan modelu zdefiniowany jest natomiast przez wartości atrybutów wszystkich zdefiniowanych w modelu wielkości.